# Jetty (Webserver)
Jetty ist ein in Java geschriebener Servlet/JSP-Container und Webserver. Er ist als freie Software unter der Apache-Lizenz und der Eclipse Public License veröffentlicht, ist jedoch kein Projekt der Apache Software Foundation.
Seine Architektur und seine geringe Größe ermöglichen es, ihn leicht in andere Software zu integrieren. Unter anderem die J2EE-Applicationserver JOnAS und Geronimo verwenden ihn zur Verarbeitung von Servlets und JSPs.
Jetty nutzt den JSP-Compiler Jasper des Apache Tomcat.
Das Google Web Toolkit (GWT) setzt ab Version 1.6 auf Jetty, zuvor arbeitete das GWT mit Apache Tomcat.